# Alen Bokšić
Alen Bokšić (Makarska, 21. siječnja 1970.), bivši hrvatski nogometaš. Bio je jedan od ponajboljih svjetskih napadača u 1990-ima.

## Igračka karijera

### Klupska karijera
Nogomet je počeo igrati u podmlatku makarskog Zmaja. Bokšić je svoju uspješnu i bogatu karijeru počeo u splitskom Hajduku kojem donosi trofej pobjednika posljednjeg Kupa maršala Tita. I to pogotkom novopečenom prvaku Europe, Crvenoj zvezdi na stadionu Partizana (ondašnjem stadionu JNA). U Hajduku je sveukupno odigrao 174 utakmice i postigao 60 pogodaka. Kasnije karijeru nastavlja u klubovima Cannes, Olympique Marseille (1992./93. je bila najuspješnija Bokšićeva sezona, postigao je 23 gola u francuskom prvenstvu i s klubom osvojio naslov prvaka Francuske i Ligu prvaka), Lazio, Juventus i Middlesbrough.
Statistika u Hajduku
| Natjecanje        | Nastupi | Zgoditci |
| ----------------- | ------- | -------- |
| Prvenstvo         | 95      | 27       |
| Kup               | 15      | 3        |
| Superkup          | 0       | 0        |
| Međunarodne       | 0       | 0        |
| Splitski podsavez | 0       | 0        |
| Ukupno            | 110     | 30       |
| Prijateljske      | 64      | 30       |
| Sveukupno         | 174     | 60       |

Prvi nastup za Hajduk ima protiv Čelika u Zenici 14. lipnja 1987., koju je Hajduk s Varvodićem na branci izgubio s 3:1, a gol za Bile postigao je Tipurić

### Reprezentativna karijera
Bokšić je bio u sastavu reprezentacije Jugoslavije na Svjetskom prvenstvu 1990. u Italiji, ali nije igrao ni na jednoj utakmici. Nakon osamostaljenja je nastupao za reprezentaciju Hrvatske, te je kao njezin član bio na Europskom prvenstvu 1996. u Engleskoj, te na Svjetskom prvenstvu 2002. u Japanu i Južnoj Koreji. Iako je Bokšić pomogao kvalificiranju reprezentacije na Svjetskom prvenstvu u Francuskoj 1998. odlučujućim golom protiv Ukrajine u dokvalifikacijama, ozljeda ga je spriječila u nastupu na samom prvenstvu, gdje je reprezentacija Hrvatske osvojila 3. mjesto. Koliko je Bokšić bio važan član u reprezentaciji govori i činjenica da je postigao i odlučujući gol u posljednjoj utakmici kvalifikacija za Svjetsko prvenstvo 2002., kada je Hrvatska u Zagrebu pobijedila Belgiju s 1:0.

## Trenerska karijera
Od srpnja 2012. član je stručnog stožera hrvatske nogometne reprezentacije zadužen za napad i ofenzivne savjete. 2012. godine upisao je Akademiju HNS-a te dok je ne završi posao u stručnom stožeru reprezentacije obavlja volonterski.
Bio je član stručnog stožera hrvatske nogometne reprezentacije.

## Nogometno-upravna karijera
U travnju 2007. godine preuzeo je dužnost dopredsjednika splitskoga Hajduka kao legitimni nasljednik Branka Grgića, no Grgićevim odlaskom napustio je klub.

## Priznanja

### Individualna
- Najbolji strijelac francuske lige u sezoni 1992./93. (23 pogotka)[7]
- Najbolji strani igrač u Francuskoj: 1993.
- Najbolji nogometaš Hrvatske (Večernji list): 1993.
- Onze d'Or, srebro, 1998.

### Klupska
Hajduk Split
- Kup maršala Tita (1): 1990./91.

Marseille
- UEFA Liga prvaka (1): 1992./93.

Juventus
- Serie A (1): 1996./97.
- UEFA Superkup (1): 1996.
- Interkontinentalni kup (1): 1996.

Lazio
- Serie A (1) 1999./00.
- Talijanski kup (2): 1997./98., 1999./00.
- Kup pobjednika kupova (1): 1998./99.
- UEFA superkup (1): 1999.

### Reprezentativna
Jugoslavija do 21
- Europsko prvenstvo do 21 godine: 1990.[1]

## Zanimljivost
- Kada je prešao u Middlesbrough bio je u to vrijeme najplaćeniji igrač na svijetu.[2]

## Vanjske poveznice
- Alen Bokšić, statistika na HNS-u
- (engl.) Alen Bokšić, statistika na Fifa.com  Arhivirana inačica izvorne stranice od 8. veljače 2013. (Wayback Machine)
- (engl.) Alen Bokšić na footballdatabase.eu